# 한국호텔관광고등학교
한국호텔관광고등학교(韓國호텔觀光高等學校)는 대한민국 충청북도 단양군 단성면 북하리에 있는 공립 고등학교이다.

## 학교 연혁
- 1945년 5월 1일 : 단양공업중학교 설립인가
- 1952년 5월 22일 : 단양공업고등학교로 인가(광산과 1학급)
- 1959년 4월 1일 : 여자 인문계 설치(가정과)
- 1986년 10월 6일 : 화공과 남 1, 여 1학급 증설(토목 6, 화공 12)
- 1987년 12월 18일 : 기숙사 준공
- 2013년 3월 1일 : 한국호텔관광고등학교 교명 변경 (호텔외식조리과 1학급, 관광비즈니스과 1학급)
- 2024년 1월 10일 : 제70회 졸업(졸업생 64명)
- 2024년 3월 4일 : 신입생 59명 입학(관광비즈니스과 2학급 39명, 호텔외식조리과 1학급 20명)
- 2024년 9월 1일 : 제34대 김진수 교장 부임

## 설치 학과
- 관광비즈니스과
- 호텔외식조리과

## 참고 자료
- 한국호텔관광고등학교 - 한국교육학술정보원 학교알리미